# Piment de Cayenne
Poivre de Cayenne

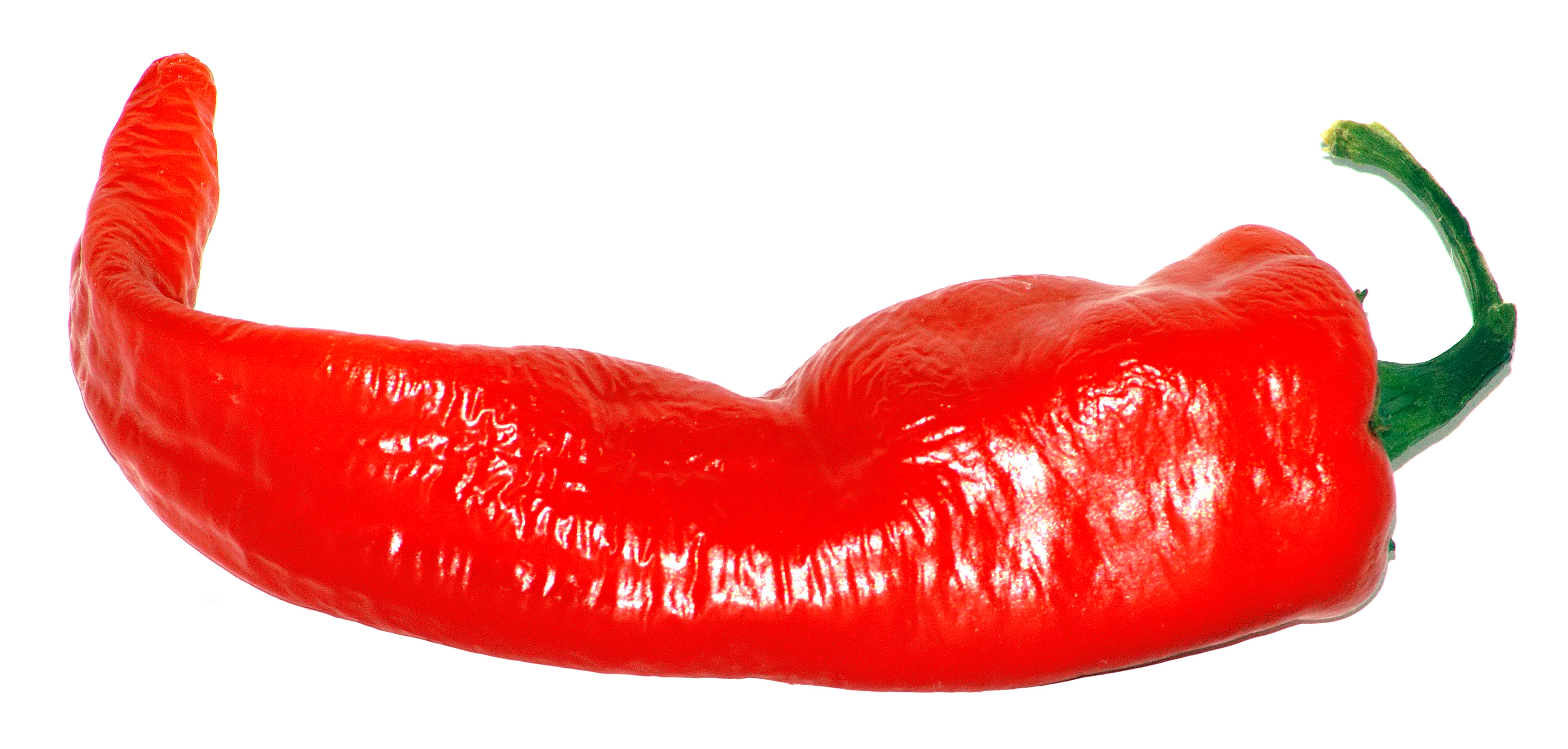
Grand piment de Cayenne.

Le piment de Cayenne, ou poivre de Cayenne,, est une variété de Capsicum annuum originaire du Mexique et du Panama.
Ses fruits sont longs de 10 à 25 cm, à peau lisse et de couleur rouge à maturité. Sur l'échelle de Scoville, qui mesure la force des piments, on leur attribue 41 000 unités.

## Étymologie
Le terme « poivre de Cayenne » est le calque de l'anglais cayenne pepper, employé par le botaniste anglais Nicholas Culpeper en 1652, et le mot cayenne est la transcription
du mot tupi kyynha (« piment »). Ce dernier ne fait donc pas référence à la ville de Cayenne (Guyane) — elle s’appelait d’ailleurs à l’époque La Ravardière,.

## Histoire
Bien avant l'arrivée des Européens, les peuples tupi-guarani cultivaient déjà le piment de Cayenne dans les jardins forestiers de Guyane. Cette épice sacrée accompagnait leurs rituels et protégeait leurs aliments dans le climat tropical. Les guérisseurs traditionnels l'utilisaient pour ses vertus médicinales.
Lorsque Christophe Colomb découvrit ce « poivre rouge » en 1493, il ne se doutait pas que le piment de Cayenne, rapidement adopté par les conquistadors espagnols,  traverserait les océans pour conquérir l'Europe, l'Afrique et l'Asie.
Depuis des générations, les familles créoles perpétuent l'art de cultiver et sécher le piment de Cayenne selon des méthodes traditionnelles. Le séchage lent au soleil tropical préserve toute la complexité aromatique de cette épice de feu, garantissant une qualité premium.

## Sous-variétés
Il existe de nombreuses sous-variétés du piment de Cayenne, notamment :
- le Cayenne jaune : la couleur à maturité du fruit est jaune et celui-ci est généralement plus long ;
- le Cayenne violet : le fruit est d'abord violet foncé puis vire au rouge lorsque le piment mûrit ;
- le  Cayenne Joe's Long : similaire au Cayenne rouge mais plus long (entre 20 et 30 cm).